# Toyota GT-One
El Toyota GT One (código TS020) fue un automóvil de carreras inicialmente desarrollado para correr en la clase GT, y posteriormente adaptado para Le Mans. Corrió en las 24 Horas de Le Mans en 1998 y 1999.
Siguiendo el final de la era del Grupo C, en 1994, Toyota decidió moverse a la clase GT, basados en automóviles de producción.
Toyota y Dallara fueron los encargados de desarrollar el nuevo GT.

## Resultados en carrera

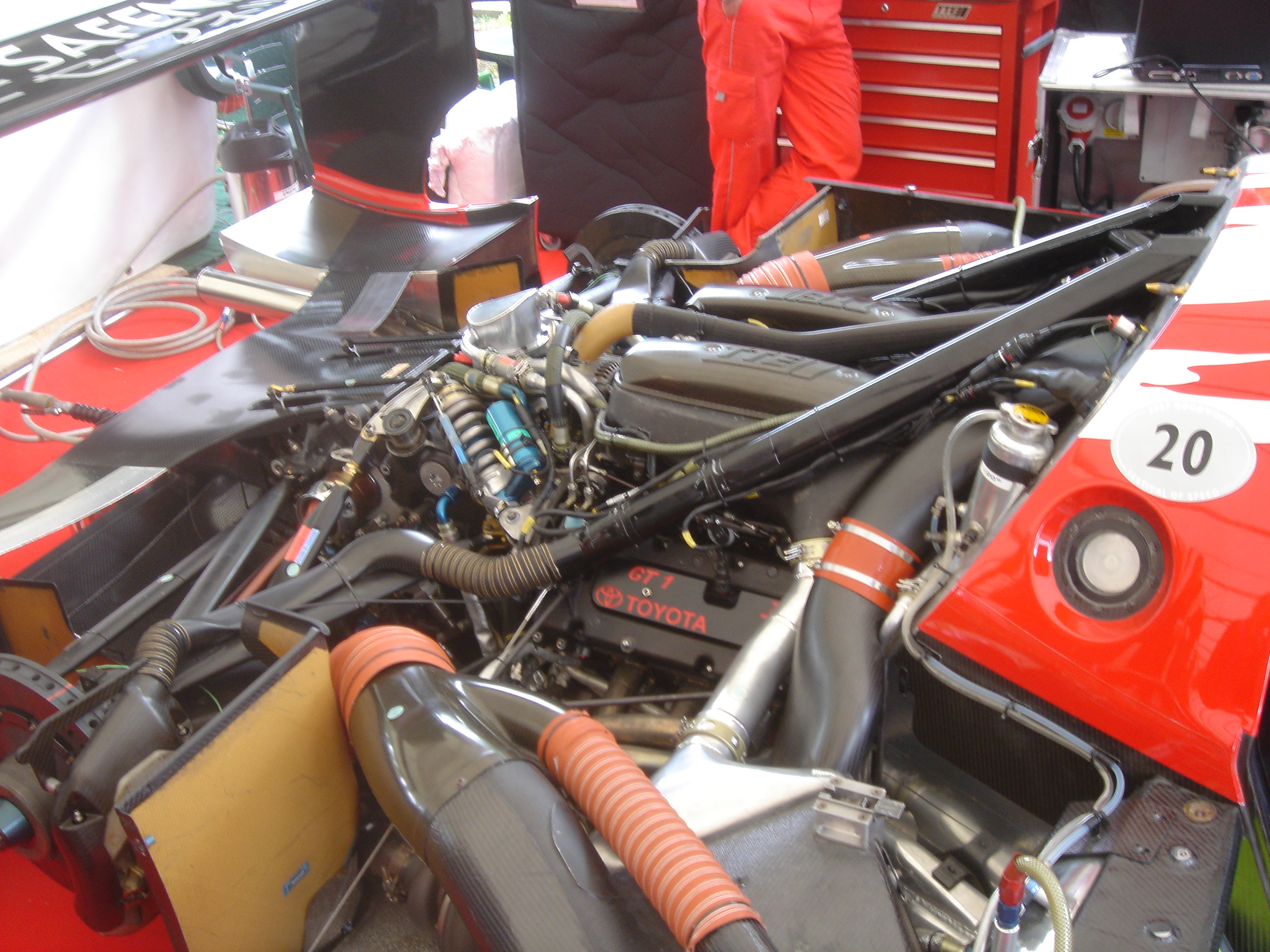
El compartimiento del motor de un GT-One.

Introducido en Le Mans en 1998, el GT-One apareció en los test oficiales libres de la carrera, realizados en mayo. Tres GT-One participaron, clasificando 2º, 5º y 10º, demostrando que sabían lo que se hacía.
Durante la calificación oficial, los tres GT-One obtuvieron un muy buen resultado, clasificando 2º, 7º y 8º, y aun siendo batidos por los competidores de la clase GT de Mercedes-Benz.
Llegó la carrera de las 24 Horas de Le Mans de junio, con el nuevo equipo plantando cara a Mercedes-Benz, BMW, Cadillac, Nissan y demás competidores. 
Durante aquella batalla, el GT-One Nº28 sufrió un accidente a alta velocidad en mitad de carrera, quedando pues, eliminado. Los otros dos continuaron, pero aún permanecían en el top 10. Sin embargo, con las horas, el mejor situado, el GT-One nº29, sufrió una avería en la caja de cambios mientras encabezaba la carrera. 
Por lo tanto Toyota obtuvo el 9º lugar de la carrera con el solitario nº27, el cual terminó 25 vueltas[cita requerida] detrás del vencedor, el Porsche 911 GT1.
Siguiendo el éxito de la clase GT1 sobre los Le Mans Prototipes, la ACO y la FIA cambiaron las regulaciones de las categorías GT, requiriendo una gran cantidad de autos para estas categorías, eliminando así los agujeros legales del sistema. Así, Toyota fue forzada a hacer cambios en sus GT-One, como todos los competidores de su clase.
Toyota inició entonces un duro trabajo de pruebas, incluyendo un test de larga distancia en el Circuito de Spa-Francorchamps, en Bélgica, poco después de una nevada. 
En las pruebas oficiales en Le Mans, los GT-One volvían a amenazar, eran muy veloces, y finalmente completando la 1ª, 3ª y 5ª vueltas más rápidas. Este ritmo continuó en la clasificación de la carrera, y los tres GT-One tomaron la 1ª, 2ª y 8ª posiciones.
A lo largo de la carrera, los GT-One lucharon por la victoria, cambiando en múltiples ocasiones entre los competidores de cabeza. 
Desafortunadamente, el GT-One sufrió una avería en los neumáticos Michelín durante la carrera. 
Después de sólo 90 vueltas, el primer GT-One sufrió un pinchazo en el neumático, resultó dañado, al punto que fue incapaz de volver a los pit stops y abandonado en la pista. 
A mitad de la carrera otro GT-One sufrió un pinchazo que lo llevó a un accidente a muy alta velocidad, destruyendo el automóvil. Esto dejó al equipo con un único coche, el cual se mantuvo en cabeza. 
Hasta ese punto, una gran cantidad de competidores había abandonado, con todos los Mercedes-Benz fuera por el famoso accidente de Peter Dumbreck (tras el accidente de Mark Webber poco antes de la carrera) y un retiro. Audi también perdió dos de sus cuatro coches, y Nissan perdió el respaldo de su R391, aunque un viejo Courage C52, acompañado por el equipo, se mantuvo activo. BMW y Panoz fueron los únicos equipos en seguir sin problemas.
Durante la última hora de carrera, el solitario GT-One estuvo siguiendo al restante BMW por el liderato, pero mientras adelantaba al tráfico, sufrió un fallo en un neumático y fue forzado a reducir su ritmo hasta volver a los pits para poder recibir un nuevo juego de neumáticos. 
En el proceso, el GT-One perdió la oportunidad de luchar por la victoria. El GT-One restante quedó segundo en la general, una vuelta detrás del BMW. Como consuelo, ganó la clase GTP, aunque fue el único de su clase en terminar.
El GT-One correría una carrera más, apareciendo en los 1000 km Le Mans de Fuji de 1999, aunque la carrera sólo recibía equipos japoneses, saliendo muchos de los que habían competido en Le Mans. Toyota tuvo que competir contra su rival Nissan, quien también entró con su R391.
El programa para el GT-One no continuó en el 2000. Toyota cambió al TTE a seguir en el nuevo equipo Toyota F1. Este intento marcó el final de Toyota en Le Mans, el cual había empezado en 1985.
En 1998, Toyota decidió correr las 24 Horas de Le Mans por primera vez desde sus días de carreras con autos del Grupo C . Hasta entonces, Toyota desarrollaba sus autos de carrera exclusivamente de modo interno, en Japón. Sin embargo, esta vez le encomendó el proyecto al grupo a cargo de sus actividades en el Campeonato Mundial de Rally, Toyota Team Europe (TTE) con sede en Alemania.
El nuevo auto, el TS020, fue diseñado por André de Cortanze, conocido por desarrollar el Peugeot 905B que conquistó Le Mans en 1993. No se amilanó con el TS020, incorporando la última tecnología para F1 disponible. Se instaló un motor V8 de 3.6 litros y doble turbo, el mismo usado en la época de los Grupo C de Toyota. El pilotaje del nuevo auto mostraba estar de nuevo al mismo nivel que la competencia, con brazos de control estilo Fórmula 1.
En su primer intento en Le Mans en 1998, el TS020 mostró un rendimiento superior, más rápido que cualquier otro auto en la pista, pero los problemas mecánicos y un accidente acabó con toda esperanza de ganar. El siguiente año, Toyota inscribió tres TS020. De esos tres, el primer y el segundo auto se retiraron tempranamente, pero el tercer auto, conducido por Ukyō Katayama, Toshio Suzuki y Keiichi Tsuchiya, logró mantenerse en la carrera y finalmente consiguió el segundo lugar. Este era el puesto más alto alcanzado por un auto japonés conducido por un equipo exclusivamente japonés en Le Mans.

## Patrocinio
Marlboro fue el patrocinador del Toyota GT-One en 1999 (de ahí el chevrón blanco con librea roja), aunque había una ley antitabaco en Francia que significaba que no aparecían logotipos de Marlboro en el automóvil en ninguna parte. En las imágenes de las sesiones de práctica, se ven códigos de barras de Marlboro en la parte delantera del auto (que también aparecieron en los autos de Fórmula Uno de Ferrari durante las carreras legisladas sobre tabaco), aunque estos códigos de barras no aparecen en el auto de carrera final, incluso durante el Carrera Fuji 1000 km, que se llevó a cabo en Japón, un país sin restricciones de patrocinio de tabaco en ese momento. Otros patrocinadores fueron Zent (n. ° 1), Venture Safenet (n. ° 2) y Esso (n. ° 3 y 1000 km de Fuji).